# Hans-Georg Burghardt
Hans-Georg Burghardt (* 7. Februar 1909 in Breslau; † 14. Dezember 1993 in Halle) war ein deutscher Musikwissenschaftler und Komponist.

## Leben
Nach dem Abitur studierte Burghardt Musikwissenschaft bei Arnold Schmitz, Komposition bei Ernst August Voelkel und Musiktheorie. Auch bei dem berühmten Pianisten und Pädagogen Bronisław von Poźniak hatte er Unterricht. Sehr früh entstanden Liederzyklen (Goethe, Eichendorff, „Neunzehn Gesänge nach Christian Morgenstern“) und Kammermusik. Durch Edmund Nick, Leiter der Musikabteilung des Breslauer Rundfunks (1924–1933), erhielt er wiederholt die Möglichkeit, eigene Werke im Sender aufzuführen. 1932/33 schloss er seine Studien ab.
Die Pianisten Julian von Károlyi, Gerhard Puchelt und Hans-Erich Riebensahm übernahmen einige seiner Werke in ihr Repertoire und machten ihn damit auch außerhalb Schlesiens bekannt. 1938 erhielt er für seine „Sinfonietta für großes Orchester“ op. 39 den Schlesischen Musikpreis. 1941 wurde Burghardt Lehrer für Kontrapunkt und Komposition am Hochschulinstitut für Musikerziehung der Universität seiner Heimatstadt. Wesentlich für ihn und sein kompositorisches Schaffen wurde die Begegnung mit der Dichterin Charlotte Dörter-Rehment (1893–1980). Aus ihrer Zusammenarbeit erwuchsen mehr als achtzig Lieder. In den Jahren bis 1945 entstanden weiterhin eine Fülle von Kammermusik (Klaviersonaten und -sonatinen, Stücke für Harmonium und Orgel, Cello-, Violin- und Flötensonaten), Liederzyklen und Orchesterwerke (3 Sinfonien, Sinfonische Musik nach Gemälden von Raffael u. a.).
Nach Vertreibung, Flucht und dem dadurch bedingten Verlust vieler Werkmanuskripte gelangte Burghardt nach Halle. 1948 entstand sein 1. Klavierkonzert, für das er den Brandenburgischen Musikpreis erhielt. Ab 1950 am Konservatorium in Cottbus in der Lehre tätig, erhielt er 1952 eine Berufung als Lektor an das Institut für Musikerziehung der Friedrich-Schiller-Universität Jena. Ein 2. Klavierkonzert, sein Konzert für zwei Klaviere sowie die Sonate für zwei Klaviere und die Oper Ludowica nach Ch. Dörter-Rehment entstanden in den Jenaer Jahren ebenso Kammermusik (3. Violinsonate, 3. Klaviertrio) und Liederzyklen (Sieben ernste Gesänge nach Gedichten von Hermann Hesse – diesem zu dessen 85. Geburtstag gewidmet).
1964 wurde Burghardt an das Institut für Musikwissenschaft der Universität Halle berufen, wo er bis zu seinem Ruhestand 1974 tätig war.